# Bagert
 Bagert  es una población y comuna francesa, en la región de Mediodía-Pirineos, departamento de Ariège, en el distrito de Saint-Girons y cantón de Sainte-Croix-Volvestre, en una de las zonas más meridionales del país.

## Demografía
| 92 | 65 | 59 | 56 | 45 | 54 |
| Para los censos de 1962 a 1999 la población legal corresponde a la población sin duplicidades (Fuente: INSEE [Consultar]) |    |    |    |    |    |